# Sajiwka (Kamjanske)
Sajiwka (ukrainisch Саївка; russisch Саевка Sajewka) ist ein Dorf im Westen der ukrainischen Oblast Dnipropetrowsk mit 1000 Einwohnern (2016).
Das 1807 gegründete Dorf liegt am linken Ufer der Saksahan, die hier zum 13,3 km² großen Makorty-Stausee angestaut ist. Nördlich des Dorfes verläuft die Fernstraße M 04/ E 50, die Sajiwka mit dem in 16 km Entfernung liegenden ehemaligen Rajonzentrum Pjatychatky im Westen und dem Oblastzentrum Dnipro 97 km im Osten verbindet. Der nächstgelegene Bahnhof befindet sich im Dorf Saksahan.

## Verwaltungsgliederung
Am 12. Juni 2020 wurde das Dorf ein Teil der Landgemeinde Saksahan, bis dahin bildete es zusammen mit den Dörfern Dolynske und Ternuwate (ukrainisch Тернувате) die gleichnamige Landratsgemeinde Sajiwka (Саївська сільська рада/Sajiwska silska rada) im Südosten des Rajons Pjatychatky.
Am 17. Juli 2020 kam es im Zuge einer großen Rajonsreform zum Anschluss des Rajonsgebietes an den Rajon Kamjanske.

## Bevölkerungsentwicklung
| 2001 | 2008 | 2009 | 2010 | 2011 | 2012 | 2016 |
| ---- | ---- | ---- | ---- | ---- | ---- | ---- |
| 1101 | 967  | 1016 | 1041 | 1062 | 1036 | 1007 |